# José Gonçalves
José Isidro Maciel Gonçalves (Barcelos, 13 februari 1989) is een Portugees wielrenner. Hij is de tweelingbroer van wielrenner Domingos Gonçalves. Hij raakte in 2022 betrokken bij Operatie Prova Limpa, een groot dopingschandaal rond de wielerploeg waar hij destijds voor reed. Hij zou onder meer in bezit zijn geweest van verboden middelen en groeihormonen en deze ook vervoeren.

## Overwinningen
2011
 Portugees kampioen tijdrijden, Beloften
2012
 Portugees kampioen tijdrijden, Elite
2013
Polynormande
2015
5e etappe Ronde van Portugal
2016
Eindklassement Ronde van Turkije
2e etappe Ronde van Cova da Beira
7e etappe Ronde van Portugal
2017
4e etappe Ster ZLM Toer
Eindklassement Ster ZLM Toer
2019
 Portugees kampioen tijdrijden, Elite

## Resultaten in voornaamste wedstrijden
| Jaar | Ronde van Italië | Ronde van Frankrijk | Ronde van Spanje |
| ---- | ---------------- | ------------------- | ---------------- |
| 2015 |                  |                     | 33e              |
| 2016 |                  |                     | opgave           |
| 2017 | 60e              |                     | opgave           |
| 2018 | 14e              |                     | opgave           |
| 2019 |                  | 128e                |                  |

| Jaar | Milaan-San Remo | Gent-Wevelgem | Ronde van Vlaanderen | Luik-Bast.‑Luik | Ronde van Lombardije | Waalse Pijl | Parijs-Tours |  | WK op de weg |  | Wereldranglijsten |
| ---- | --------------- | ------------- | -------------------- | --------------- | -------------------- | ----------- | ------------ |  | ------------ |  | ----------------- |
| 2015 |                 |               |                      |                 |                      |             |              |  | opgave       |  |                   |
| 2016 |                 |               |                      |                 |                      |             |              |  | opgave       |  |                   |
| 2017 |                 |               |                      | 51e             | opgave               |             |              |  | 130e         |  | 186e (UWT)        |
| 2018 | 53e             | opgave        | opgave               |                 |                      |             | 13e          |  |              |  | 134e (UWT)        |
| 2019 | 76e             |               |                      | 73e             | opgave               | 73e         |              |  | opgave       |  |                   |

## Ploegen
2012 –  Onda-Boavista
2013 –  La Pomme Marseille
2014 –  Team La Pomme Marseille 13
2015 –  Caja Rural-Seguros RGA
2016 –  Caja Rural-Seguros RGA
2017 –  Team Katjoesja Alpecin
2018 –  Team Katjoesja Alpecin
2019 –  Team Katjoesja Alpecin
2020 –  NIPPO DELKO One Provence
2021 –  DELKO
2022 –  W52-FC Porto (tot en met 15-7)
Aramendia · Arroyo · Barbero · Benito · Bilbao · Carthy · Ferrari · Fraile · Gonçalves · Grijalba · Lasca · Madrazo · Mas · Molina · Pardilla · Parra · Prades · Sáez · Txurruka · Vilela · Jiménez (stagiair) · Murphy (stagiair) · Rosón (stagiair)
Aramendia · Arroyo · Barbero · Benito · Bilbao · Carthy · Ferrari · Gallego · D. Gonçalves · J. Gonçalves · Lastra · Madrazo · Mas · Molina · Pardilla · Prades · Rosón · Rubio · Sáez · Vilela · Azkarate (stagiair) · Irisarri (stagiair) · Zabala (stagiair)
Belkov · Biermans · Bystrøm · Gonçalves · Haller · Hollenstein · Kišerlovski · Koeznetsov · Kotsjetkov · Kristoff  · Lammertink · Losada · Machado · Mamykin · Martin   · Mathis · Mørkøv · Planckaert · Politt · Restrepo · Špilak · Taaramäe · Vicioso · Würtz Schmidt · Zabel · Zakarin · Havik (stagiair)
Belkov · Biermans · Boswell · Cras · Dowsett · Fabbro · Gonçalves · Haas · Haller · Hollenstein · Kittel · Kišerlovski · Koeznetsov · Kotsjetkov · Lammertink · Machado · Martin · Mathis · Planckaert · Politt · Restrepo · Smit · Špilak · Würtz Schmidt · Zabel · Zakarin
Battaglin · Biermans · Boswell · Cras · Debusschere · Dowsett · Fabbro · Gonçalves · Guerreiro · Haas · Haller · Hollenstein · Kittel · Koeznetsov · Kotsjetkov · Navarro · Politt · Smit · Špilak · Strachov · Tanfield · Würtz Schmidt · Zabel · Zakarin
Antunes · Brandão · Caldeira · Gonçalves · Fernandes · Magalhães · D. Mestre · R. Mestre · Mota · Rodrigues · Vilela · Vinhas